# Micheline Maurel

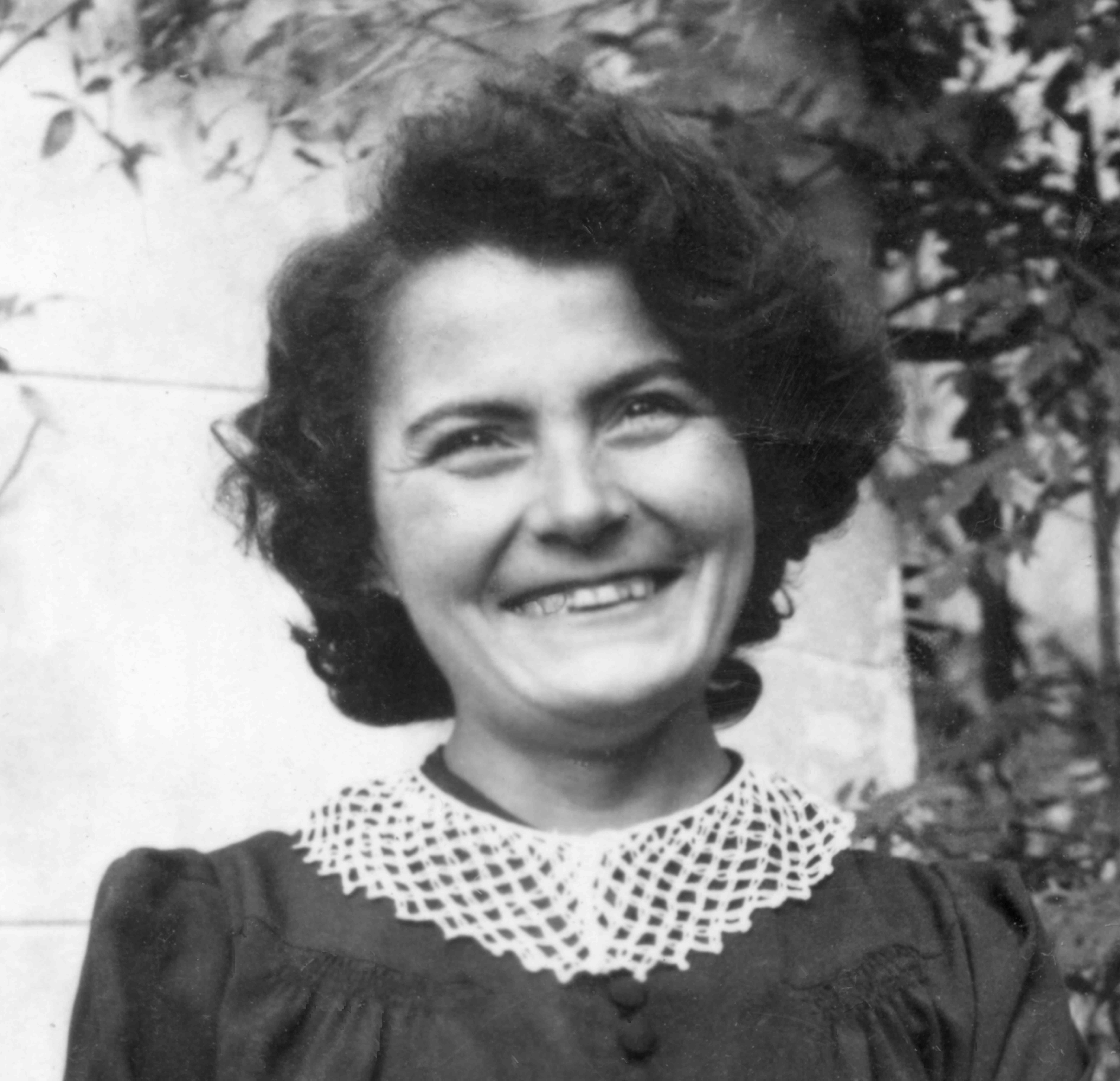
Micheline Maurel

Micheline Maurel (* 17. Juli 1916 in Toulon, Département Var; † 10. Juli 2009 ebenda) war eine französische Autorin, Übersetzerin und Mitglied der Résistance.

## Leben
Maurel war das älteste Kind des Lehrers Édouard Maurel und hatte noch fünf Geschwister. Ihre Schulzeit verbrachte sie in ihrer Heimatstadt und begann anschließend an der Universität von Lyon zu studieren. Später wechselte sie mit den gleichen Fächern an die Universität von Aix-en-Provence.
Als im Sommer 1940 die deutsche Besetzung begann, schloss sich Maurel in Lyon der Résistance an. Sie arbeitete im „Reseau Marco Polo“ eng mit René Pellet (1911–1944) zusammen und hatte auch zu Jean Moulin Kontakt. In Lyon war ihr größter Gegner Klaus Barbie, der Leiter der Gestapo.
Von 1941 bis 1942 arbeitete Maurel in Toulon als Lehrerin, blieb aber ihrem Netzwerk der Résistance eng verbunden. Am 19. Juni 1943 wurde sie anlässlich einer Kontrolle von der Gestapo verhaftet und in der Festung von Romainville (Département Seine-Saint-Denis) inhaftiert. Von diesem Durchgangslager wurde Maurel am 29. August 1943 ins KZ Ravensbrück (Neubrandenburg) deportiert. Im April 1945 wurde Maurel durch die Rote Armee befreit.
Maurel konnte nach Frankreich zurückkehren und ließ sich wieder in ihrer Heimatstadt nieder. Zwischen September 1946 und Juni 1948 arbeitete sie bereits wieder unter widrigen Umständen als Lehrkraft. Im Sommer 1948 ließ sie sich in Genf nieder, da sie ab dieser Zeit als Übersetzerin bei der Weltgesundheitsorganisation (WHO) arbeitete. Gelegentlich war sie auch beim Internationalen Roten Kreuz (IRK) in dieser Funktion tätig.
Ihren Ruhestand verbrachte Maurel wieder in Toulon, wo sie am 10. Juli 2009 im Krankenhaus starb.

## Ehrungen
- Croix de guerre
- Ritter der Ehrenlegion
- 1957 Prix des Critiques für Un camp très ordinaire
- 1962 schuf der Bildhauer Eugène Dodeigne in Saint-Malo (Département Ille-et-Vilaine) ein Denkmal für die Résistance, das einen Text von Micheline Maurel beinhaltete.

## Werke (Auswahl)
Briefe
- Olivier Maurel (Hrsg.): Danse au bord du préciice. Lettres et écrits des années de guerre (1939–1945) (= Mémoires du XXe siècle). L’Harmattan, Paris 2016, ISBN 978-2-343-10058-6.

Prosa
- Un camp très ordinaire Les Éditions de Minuit, Paris 1985, ISBN 2-7073-1056-5 (EA Paris 1957, Vorwort François Mauriac)
  - Deutsch: Kein Ort für Tränen. Bericht aus einem Frauenlager. Claassen, Hamburg 1960 (übersetzt von Wolfgang A. Peters)
  - Deutsch: Die Liebe besiegt alles. Bericht aus einem Frauen-KZ. Verlag Koch, Rostock 2014, ISBN 978-3-86436-052-7 (übersetzt von Wolfgang A. Peters, bearbeitet von Ines Lasch)
- La vie normale. LEs Éditions de Minuit, Paris 1954.
- Contes d’Agate. Hatier, Paris 1960 (illustriert von Annick Delhumeau)
  - Deutsch: Himlico und andere wundersame Geschichten. Maier Verlag, Ravensburg 1962 (übersetzt von Sybille A. Rott).

Lyrik
- La passion selon Ravensbrück. Les Éditions de Minuit, Paris 1965.
- De douleur et d’espoir. Poèmes à Magali. Éditions de la Lucarne ovale, Saint-Ouen-en-Brie 1999, ISBN 2-909082-77-6.
- Au soleil du soir. Éditions de la Lucarne ovale, Saint-Ouen-en-Brie 2000.

als Herausgeberin
- 19 poèmes de déportés. Association des déportés et internées de la Résistance, Paris 1971.

## Verfilmungen
- André Charpak (Regie): La vie normale. Frankreich 1966